# Lagoa Santa (Goiás)
Lagoa Santa, amtlich portugiesisch Município de Lagoa Santa, zuvor: Termas de Itajá, ist ein brasilianisches Município im Bundesstaat Goiás. Sie liegt südwestlich der brasilianischen Hauptstadt Brasília und 420 km von Goiânia, der Hauptstadt des Bundesstaats, entfernt. Die Einwohner werden Lagoenser (lagoenses oder auch lagosentenses) genannt.

## Geschichte

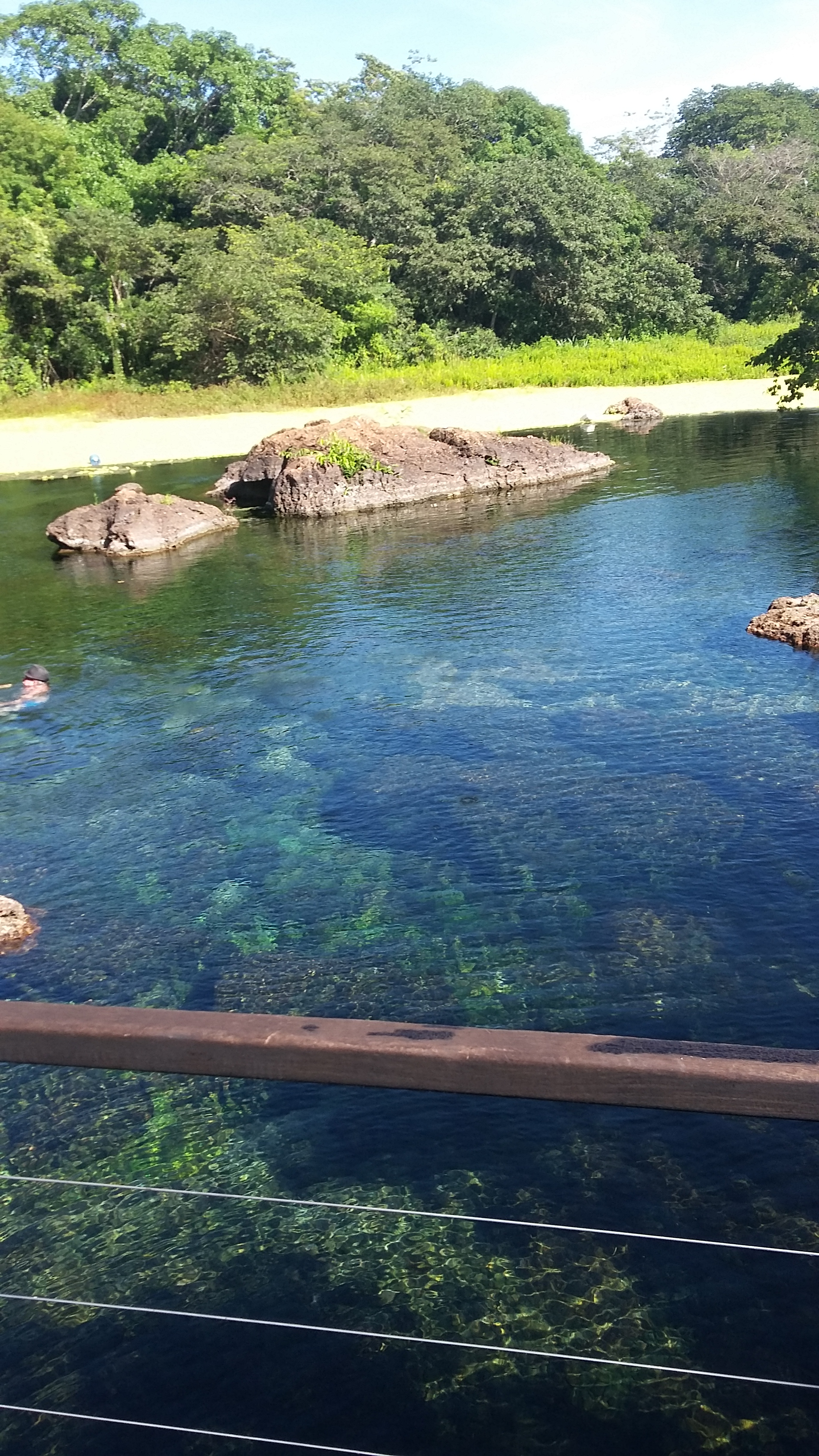
Klares Wasser der „Heiligen Lagune“

Die Gemeinde Lagoa Santa entstand laut Angaben von Einheimischen zwischen 1880 und 1890.
Vergílio Ferraz, damals Farmer in Minas Gerais und heute als einer der Pioniere angesehen, beschloss, mit zwei Einheimischen auf die Jagd zu gehen. Auf seiner Reise über das Wasser gelangte er an die Ufer des Córrego Fundo, heute bekannt als Fazenda Córrego Fundo und Fazenda Sossego. An einem bestimmten Ort angekommen, fanden Vergílios Begleiter einen See mit warmem, klarem Wasser und einer großen Vielfalt an Fischen. Sie beschlossen, im See zu baden, spürten eine Besserung ihres körperlichen Befindens und entdeckten die Heilkraft des Wassers. Daher stammt auch der Name des Munizips, Lagoa Santa.
Einige Tage später ließ Vergílio seine Frau Luisinha und seine fünf Kinder holen, die sich in der Region niederließen, an einem Ort namens Imóvel Jaborandi, heute Fazenda Caçula. Die Nachkommen von Vergílio und der Familie Moraes bauten eine einfache Pension auf dem Land, um Besucher aus dem ganzen Land zu beherbergen, die sich für 20 bis 30 Tage dort aufhielten, um die heilenden Eigenschaften des Sees zu nutzen. So entstand das erste Geschäft des Dorfes.
Das Distrikt wurde unter dem Namen Termas de Itajá durch das Gesetz Nr. 10.446 vom 14. Januar 1988 gegründet und unterstand dem Município Itajá.
Durch das Landesgesetz (Lei Estadual) Nr. 13.134 vom 21. Juli 1998 wurde er in den Rang eines Munizips mit dem Namen Lagoa Santa erhoben, seine Grenzen wurden durch das Landesgesetz Nr. 13.241 vom 28. Dezember 1998 geändert und er wurde von Itajá abgetrennt. Seit dem 1. Januar 2001 besteht das Munizip aus dem Hauptsitz.

## Demographie
Ihre Einwohnerzahl wurde 2014 auf 1.406 geschätzt. Die Bevölkerung wurde zum 1. Juli 2019 auf 1588 Einwohner geschätzt. Die Einwohnerzahl betrug bei der brasilianischen Volkszählung 2022 1.390 und bei der amtlichen Schätzung 2024 lag sie bei 1.426. 2022 beträgt die Bevölkerungsdichte 3,00 Einwohner/Quadratkilometer.

## Geographie
Die Fläche des Munizips beträgt 463,289 km².
Lagoa Santa grenzt an folgende Gemeinden:
- von Nordwest bis Südost an Itajá
- im Südwesten an Paranaíba-(MS)

Die Gemeinde liegt am linken Ufer des Flusses Rio Aporé, der von Nordwest nach Südost fließt und als rechter Zufluss in den Rio Paranaíba, respektive seinen Stausee Ilha Solteira, mündet.
Das Biom ist brasilianischer Cerrado.

## Wirtschaft
Die Stadt Lagoa Santa zeichnet sich durch den Tourismus und den tertiären Wirtschaftssektor aus. Die wichtigsten Sehenswürdigkeiten sind ein natürlicher Thermalsee mit einer Temperatur von 29 bis 33 °C ist, der ihr ihren Namen gibt, und der Club.

## Politik
Von 2017 bis 2020 war Adivair Gonçalves de Macêdo (PSD) der Prefeito des Munizips. Von 2025 bis 2028 ist Adivair Gonçalves de Macedo erneut der Bürgermeister.